# Castello di Compiano
Das Castello di Compiano ist eine mittelalterliche Höhenburg über dem Dorf Compiano im oberen Tarotal in der italienischen Region Emilia-Romagna.

## Geschichte
Das erste historische Zeugnis der Burg, die vermutlich im 9. Jahrhundert erbaut wurde, stammt aus dem Jahr 1141, als sie in Besitz der Familie Malaspina war, die sie an die Stadt Piacenza aufgaben. Zwischen 1200 und 1257 bemächtigten sich die Landis des Territoriums, gefolgt von der Periode der Kämpfe zwischen den Guelfen und Ghibellinen, wonach sie die Kontrolle über die benachbarten Täler mit der Herrschaft über Borgo Val di Taro und das Castello di Bardi festigten. Ihre Macht wuchs, bis Filippo Maria Visconti sie wegen Rebellion anklagen ließ und das Lehen an die Familie Piccinino fiel, nur um nach dem Tod von Piccinino an die Landis zurückzufallen. Die Burg geriet im Jahre 1682 zusammen mit dem Lehen von Bardi an die Farneses.
Heute gehört die Burg der Gemeinde.

## Beschreibung
Die Burg hat einen Grundriss in Form eines unregelmäßigen Vierecks und erhebt sich rund um einen Innenhof mit drei Türmen an den Ecken, einer halbrund, einer quadratisch und einer rund. Der Zugang, der nur an einem einzigen Punkt möglich ist, wird durch eine Brücke in Mauerwerk und einen speziellen, halbrunden Ravelin vermittelt. Im Inneren beherbergen reich dekorierte Salons luxuriöse, alte Möbel. In einigen Räumen ist auch ein Freimaurermuseum untergebracht.

## Siedlung
Die Siedlung Compiano hat Dreiecksform und ist vollständig von einer Mauer mit Türmchen und Bastionen jeglicher Form umgeben. Besonders gut erhalten, wird sie von engen Gassen durchzogen; die Burg und die Kirche liegen ganz oben. Das Dorf ist in der Liste der I borghi più belli d’Italia aufgeführt.